# 奥斯卡·迪勒万格
奥斯卡·保罗·迪勒万格（德語：Oskar Paul Dirlewanger；1895年9月26日—1945年6月7日），又译奥斯卡·保罗·迪尔旺加，是德国的军官（党卫队上级领袖）、战犯。他是第二次世界大战期间的纳粹党卫队惩戒部队迪勒万格旅的创始人及司令官，并犯下了战争中最臭名昭著的一些罪行。他也参加过第一次世界大战、一战后爆发的冲突以及西班牙内战。据报道称，他在二战后死在了盟军的监狱里。对于迪勒万格，蒂莫西·斯奈德评论道：“在第二次世界大战的战场上，没有几个人能比迪勒万格残酷”。

## 第一次世界大战
迪勒万格出生在维尔茨堡。1913年，他加入了普鲁士皇家陆军。一战爆发后，他进入一战西方战线上的第123“卡尔国王”掷弹兵团（第13(皇家符腾堡)军的一部分）中担任机关枪手，并参与了德国入侵比利时，后来又前往法国作战。他先后六次负伤，被授予第二级和第一级铁十字勋章。战争结束的时候，他已经是驻扎在东方战线上的南俄罗斯和罗马尼亚的一个连队的中尉。战争停火之后，迪勒万格所在区域的部队按照命令，被集中拘禁在罗马尼亚，不过，迪勒万格违抗命令，带着几支部队的600名士兵返回了德国。据德国传记作家克努特·施汤(德語：Knut Stang)所言，战争是决定迪勒万格日后的人生和他的“恐怖战争”方式的一个因素，因为“他本来就拥有非道德的人格、酗酒的习性和施虐狂的性取向，而一战中那暴力、野蛮的经历，使他的人格进一步破碎。”

## 战间期
一份警方报告显示，一战结束后的迪勒万格是个“精神不稳定、爱好暴力、酗酒，且会在吸毒后勃然大怒，从而引发暴力事件的人”。迪勒万格加入了几个德国自由军团（右翼准军事民兵组织），前往鲁尔和萨克森与共产党作战，又去到上西里西亚镇压波兰民族主义者。1920年-1921年，他作为自由军团成员，镇压了支持德国十一月革命的几个城市。后来，他组建起了学生武装组织“符腾堡‘公路看守人’”。
1921年复活节那天，迪勒万格乘坐一列装甲列车，前往被德国共产党党员马克斯·赫尔茨领导的民兵组织占领的桑格豪森。该组织之所以袭击并占领桑格豪森，是因为想要激发工人起义。迪勒万格抵达后就对民兵组织发动了攻击，然而攻击被击退，迪勒万格军的退路也被切断。当天晚上，亲政府的部队赶来支援迪勒万格，民兵组织只好撤退。本次行动中，迪勒万格的脑袋被一发子弹擦伤。纳粹党掌权后，迪勒万格在1935年被誉为“赶走赤色恐怖分子的解放者”，从而成为了桑格豪森的荣誉市民。
参加民兵组织的同时，迪勒万格还在法兰克福大学学习，并于1922年获得政治科学博士学位。次年，他加入了纳粹党和冲锋队，后来又加入了党卫队。1928年-1931年，迪勒万格在爱尔福特一家犹太家族所有的纺织厂任执行董事，这段时期里，他放弃了自己的冲锋队队员身份，但仍然在给予冲锋队经济资助，资助用的钱可能是从纺织厂里盗用的。迪勒万格还在银行和针织厂工作过。1933年纳粹掌权，迪勒万格被授予海尔布隆职业介绍所所长的职位。这一职位对于纳粹基层领导人十分关键。
迪勒万格多次因非法持有武器和挪用公款被定罪。1934年，他因为强奸德国少女联盟的一名14岁少女、非法使用政府车辆和酒驾致使车辆损坏，而被判处两年监禁。同时，他的工作、博士学位和军事荣耀也被剥夺，他还被开除出了纳粹党。从路德维希堡监狱中获释后，他又因犯下类似的罪行而被逮捕，这一次，他被送进了韦尔茨海姆集中营。乔治·H·斯坦认为，把犯人送进集中营，是当时德国处置异常性行为罪犯的标准做法。也有说法指出，迪勒万格被送进集中营，其实是因为他制造了一场骚乱，还借此要求总理府撤销对他的指控。在迪勒万格的战友、一位纳粹党基层干部戈特洛布·贝格尔（他也是党卫队领袖海因里希·希姆莱多年以来的私人朋友，当时，他已经是党卫队行政部的部长）的亲自干涉下，迪勒万格被释放，回到了党卫队总后备队中。
此后，迪勒万格加入了西班牙外籍兵團，在西班牙内战中为国民军作战。他在贝格尔的帮助下调任到了德国的秃鹰军团，并在那里从1936年开始，服役到1939年，中途先后三次负伤。凭借自己在西班牙的服役经历，迪勒万格申请重新考虑他的案件，在贝格尔的进一步干涉下，结果如他所愿。迪勒万格的纳粹党籍得到了恢复，不过，分配给他的党员编号比原来的要大(#1,098,716)。法兰克福大学也恢复了他的博士学位。

## 第二次世界大战
二战初期，迪勒万格志愿参加武装親衛隊，获得了親衛隊上級突擊隊領袖的军衔。他最终成为了迪勒万格旅（迪勒万格旅在组建时是个营，后来依次升级为团和旅，最后成为了师）的旅长。迪勒万格旅原本由一小队前偷猎者和出身平凡的士兵组成，而采用偷猎者的原因，是人们相信偷猎者出色的追踪能力和射击能力有助于在战斗中对抗游击队。后来，迪勒万格旅开始征募越来越多的德国罪犯（平民和军人都有）和集中营囚犯。再然后，精神病人、同性恋和被拘禁的吉普赛人也被征召进了迪勒万格旅。到了战争末期，迪勒万格旅甚至会去招募反纳粹的政治犯。
迪勒万格旅最开始在波兰总督府执行安全任务，迪勒万格本人则在旧齐库夫的劳改营担任骷髅总队的司令官。他所在的劳动营后来受到了党卫队法官格奥尔格·康拉德·摩根的调查，结果是，摩根指控迪勒万格不仅肆意杀人、贪污腐败，还弄脏了自己的种族（因为这一指控，摩根不仅职衔被降低，还被发派到东方前线）。摩根说：“对于人民，迪勒万格是个恐怖可憎的家伙。他多次抢劫卢布林隔都，又向那里的人勒索赎金。”迪勒万格和他的朋友们为了娱乐，会把女犹太囚犯的衣服扒下来，用鞭子抽打她们，再给她们注射番木鳖碱，以观看她们抽搐至死的模样。劳尔·希尔伯特表示，旧齐库夫劳改营属于“最先传出尸体造肥皂传言的劳改营”。传言称，迪勒万格“将女犹太人的尸体砍碎，再辅以马肉煮沸，以此法制出肥皂。”
彼得·隆格里希认为，迪勒万格担任领导时仍在“酗酒、抢劫、实施虐待暴行、强奸和谋杀——然而，他的靠山贝格尔，还有希姆莱，都容忍了他的暴行，而这是因为，两人迫切需要迪勒万格这样的人来打击‘次等人类’。”党卫队旅队领袖奥迪洛·格洛博奇尼克在写给希姆莱的信中推荐迪勒万格，说他“管理齐库夫的犹太营……非常出色。”战后的纽伦堡审判中，贝格尔说道：“千万别这么说，迪勒万格博士可不是个好人。但是，他却是个好士兵，他唯一犯的错就是太爱喝酒。”
1942年2月，迪勒万格旅受命去往白俄罗斯镇压匪徒（即土匪战争）。蒂莫西·斯奈德在作品《血染之地：希特勒与斯大林之间的欧洲》中写道：“迪勒万格喜欢把居民驱赶到谷仓里，然后把谷仓点燃，再用机关枪射击从谷仓里逃出来的人。”理查德·罗兹则在作品《死亡大师》中说，迪勒万格和他的旅队“于1942年抵达白俄罗斯后，就开始强奸、折磨当地的少女，又用别动队的方式屠杀犹太人。”"斯奈德保守估计当时还是个团的迪勒万格旅至少杀害了三万白俄罗斯平民。希姆莱十分清楚迪勒万格的恶行劣迹，却以表彰迪勒万格旅为由在1943年12月5日给他颁发了金质德国十字勋章，并赞扬了迪勒万格旅的许多次行动，比如科特布斯行动（1943年5月-6月），据迪勒万格的报告，旅对在这次行动中消灭了超过14,000“土匪”。

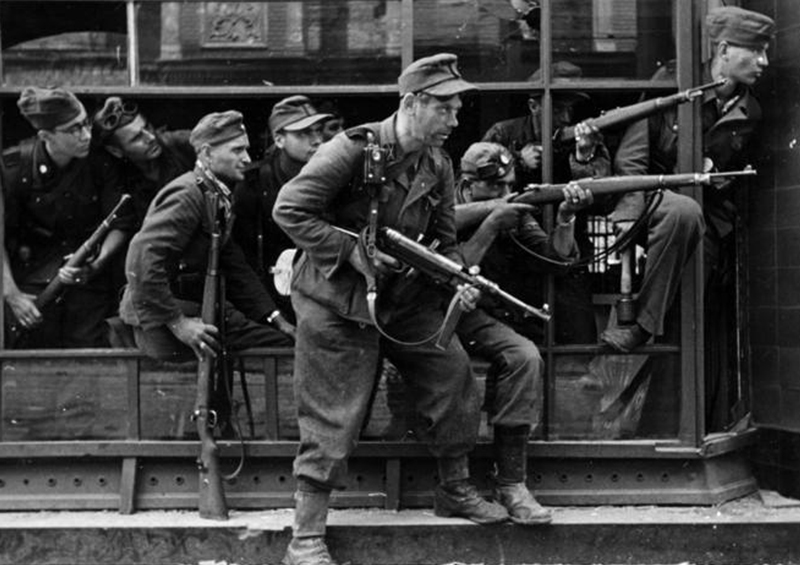
1944年，驻扎在华沙市中心的迪勒万格旅

1944年中期的巴格拉季昂行动中，迪勒万格旅遭苏联红军重创。随后，旅队被迅速改造成“冲锋旅”，并被派去镇压华沙起义。历史学家马丁·温德罗写道，迪勒万格在1944年夏季带着他的那队“屠夫、强奸犯和强盗去镇压华沙起义。不久，他们就犯下了许多……坏不堪言的罪行。”迪勒万格旅参与了华沙的沃拉大屠杀，他们和警察一起，围捕并射杀了四万左右的平民，其中，大部分谋杀发生在两天之内。旅队成员还一边唱着流行歌谣《慕尼黑有个啤酒厂》，一边烧毁了沃拉区三所住有病人的医院，并把护士抓起来“连同医生一起鞭打、轮奸再赤身裸体地吊死”。后来，“他们走向华沙老城，沿路喝酒、强奸并屠杀所有平民与长得像起义者的人，无论男女老少。”抵达老城后，他们谋杀了约三万平民，又射死了在德国人设立的战地医院中治疗的数千伤患，最后还用喷火器把医院烧毁。党卫队上级集团领袖埃里希·冯·登·巴赫-热勒维斯基（他是安定华沙的军队的总司令及迪勒万格在白俄罗斯时的上司）形容迪勒万格拥有“典型的雇佣兵天性”。战后，海因茨·古德里安声称，作为陆军总司令部的参谋长，他曾建议希特勒让迪勒万格旅撤出华沙，而在那时，希姆莱的联络官菲格莱因竟然赞同古德里安，说：“他说得对，元首。那些人真的是群无赖！”然而，希特勒仍向迪勒万格旅表达赞赏。
作为镇压起义、恐吓居民的“丰功伟绩”的表彰，迪勒万格得到了最后一次晋升——1944年8月15日，他获得了親衛隊上級領袖的军衔。当年10月，因受到他在华沙的上司党卫队集团领袖海因茨·赖内法特（战后，赖内法特谎报了自己在华沙的官职，甚至否认迪勒万格是他的下级）的推荐，他被授予骑士铁十字勋章。
随后在1944年10月，迪勒万格率领旅队前去镇压斯洛伐克民族起义。最终，他被派往匈牙利和德国东部的前线，去对战不断进军的红军。1945年2月，旅队再次扩充，被指派为党卫队掷弹兵师。同月，迪勒万格在勃兰登堡古本附近与苏联红军作战时，胸口被子弹击伤，这是他第十二次，也是最后一次在战争中负伤。4月22日，他躲了起来。
历史学家和研究员们一致把迪勒万格描述为极端残忍的人，例子有：“精神变态的杀手、性侵害儿童的惯犯”（史蒂文·扎洛加）；“暴力的施虐狂”（理查德·罗兹）和“灭绝人类的专家、施虐爱好者和恋尸癖”（J·鲍耶·贝尔）。

### 逝世
1945年6月1日，迪勒万格在上施瓦本的阿尔茨豪森镇附近一座偏僻的猎人小屋里，穿着平民衣服用着假名字躲藏时，被法国占领区当局捕获。据传闻称，他被一个前犹太集中营囚犯认出，于是被关进了拘留所。他于5日到7日期间死在了阿尔茨豪森的拘留所里，有可能是被虐待死的。

## 引用资料
- Ingrao, Christian. . Skyhorse Publishing. 2011. ISBN 1616084049.
- Longerich, Peter. . Oxford: University Press. 2011. ISBN 978-0-19-959232-6.